# Peter Persidis
Peter Persidis (Viena, 8 de marzo de 1947 - Viena, 21 de enero de 2009) fue un futbolista austríaco, que se desempeñó como defensa.

## Carrera
Su padre era Kostas Persidis que también era un futbolista en Grecia. Jugó en el Proodeftiki F.C. (1937-1939) y en el Aris Piraeous (1943-1944). Su hijo empezó como profesional en el First Vienna y volvería al países de su padre en la década de los 70, donde conseguiría tres ligas con el Olympiacos. Volvería a  Viena en 1975 para jugar con el Rapid de Viena. Capitán del club de 1978 a 1980, ganó el título austriaco de 1981-82 con el Rapid bajo las órdenes de Hickersberger.

## Carrera como entrenador
Entrenó al VSE St. Pölten. también trabajó como ayudante de Josef Hickersberger en el Rapid de Viena. Persidis asumió el cargo de seleccionador sub-19 el pasado verano, después de haber trabajado previamente como asistente de Hickersberger en la UEFA EURO 2008. Sin embargo, se vio obligado a dimitir poco después tras ser diagnosticado con una grave enfermedad.

## Muerte
Persidis murió en Viena el 21 de enero de 2009 a los 61 años. La Federación Austriaca pidió un minuto de silencio en el amistoso que la selección disputó contra Suecia en Graz el 11 de febrero.

## Clubes
| Club            | País    | Año       | Partidos | Goles |
| --------------- | ------- | --------- | -------- | ----- |
| First Vienna    | Austria | 1967–1971 | 71       | 0     |
| Olympiacos F.C. | Grecia  | 1971–1975 | 80       | 12    |
| Rapid Viena     | Austria | 1975–1982 | 182      | 3     |

## Selección nacional
Ha sido internacional con la Selección de fútbol de Austria, ha jugado 7 partidos internacionales. Formó parte del combinado austriaco que participó en el Mundial de Argentina de 1978.